# Sophie-Justine Lieber
Sophie-Justine Lieber, née le 9 mai 1968 à Tours, est une haute fonctionnaire française, auditrice puis maitresse des requêtes au Conseil d'État et conseillère d'État, qui a occupé plusieurs responsabilités dans le monde de la culture en France.

## Biographie
Sophie-Justine Lieber, née à Tours le 9 mai 1968, est diplômée en 1989 de l'Institut d'études politiques de Paris. Pendant 18 mois, en 1992 et 1993, elle est économiste à la Banque de France,.
Attirée par le monde des bibliothèques et du livre, elle opte pour une reconversion professionnelle en intégrant la promotion 1993-1995 de l'Enssib et devient en 1996 conservatrice des bibliothèques. De 1995 à 2000, elle est cheffe au bureau du livre français à l’étranger pour le ministère de la Culture.
Lauréate en 2001 du concours interne de l'ENA, elle intègre la promotion 2002-2004, Léopold-Sédar-Senghor, de l'école puis devient en 2004 auditrice au Conseil d'État puis y devient en 2007 maitresse des requêtes. Elle publie alors une synthèse de la jurisprudence sur le prix unique du livre et contribue, en tant que rapportrice, aux rapports Commission du CSPLA sur les œuvres orphelines en 2008 et Rapport sur la numérisation du patrimoine écrit en 2010.
Devenue en 2012 PAST à l'université Lille II, elle est nommée le 12 novembre 2012 conseillère chargée du numérique dans le cabinet de la ministre de la Culture Aurélie Filippetti,, un poste qu'elle occupe jusqu'au 31 mars 2014,. Elle devient présidente du comité d'orientation du fonds stratégique pour le développement de la presse en novembre 2016. Le 30 décembre 2016, elle est nommée chevalière de la Légion d'honneur.
De décembre 2016 à juillet 2017 elle est membre de la protection des droits à Hadopi, avant de devenir présidente de l'École du Louvre. Le 25 novembre 2018, elle est nommée présidence des Commissions Art et Essai du CNC.
Le 1er avril 2019, elle devient conseillère d'État et le 22 juillet 2019, elle est nommée médiatrice du livre,. Le 8 juillet 2020, elle quitte ce poste pour devenir directrice de cabinet de la ministre de la culture Roselyne Bachelot, jusqu'au 21 mai 2022. Elle devient le 10 octobre 2022 directrice générale de l'Établissement public du parc et de la grande halle de La Villette en remplacement de Laura Chaubard.

## Distinctions
- Chevalière de la Légion d'honneur (2016)